# イワナズナ属
イワナズナ属（岩薺属、学名：Aurinia）は、アブラナ科の植物である。アジアとヨーロッパに分布する。ミヤマナズナ属（Alyssum）とは近縁で、旧分類ではミヤマナズナ属に含まれていた。
最も栽培されるイワナズナ（Aurinia saxatilis、シノニムAlyssum saxatile）は、東ヨーロッパ・アドリア海沿岸に分布しており、樹高30cmくらいの小灌木である。

## 主な種
- イワナズナ Aurinia saxatilis
- Aurinia rupestris